# Yerókambos
Yerókambos (en griego, Γερόκαμπος) es un pueblo de Grecia ubicado en la isla de Creta. Pertenece a la unidad periférica de Heraclión, al municipio y la unidad municipal de Gortina y a la comunidad local de Agios Kirilos. En el año 2011 contaba con una población de 39 habitantes.

## Restos arqueológicos
En Yerókambos se han excavado dos tumbas cuya construcción se realizó en el periodo minoico temprano I pero que siguieron siendo utilizadas durante el periodo minoico temprano II y minoico medio IA, como atestigua la cerámica hallada. Este complejo de tumbas se denomina II y IIA (otras tumbas próximas, llamadas I, IA y III, se encuentran en las localidades cercanas de Papura y Zervos, respectivamente). La tumba II tenía un diámetro interior de 5,5 m y 1,9 m de grosor. Se trataba de una tumba abovedada cuya bóveda se derrumbó antes de que la tumba dejase de utilizarse y, de hecho, siguió habiendo gran cantidad de enterramientos encima de las piedras que se derrumbaron. Esta tumba había sido saqueada probablemente desde la Antigüedad, pero las piedras que se derrumbaron protegieron parte del ajuar funerario, por lo que se recuperaron abundantes piezas y fragmentos de cerámica, tanto de recipientes destinados al consumo de alimentos y bebidas como de otros recipientes que servían para almacenar líquidos como perfumes, entre los que se halla una gran cantidad de pixis. Por otra parte, se encontraron figurillas, cuentas, piezas de obsidiana, dagas de bronce, sellos de diversos materiales y un escarabeo egipcio. También se hallaron restos de comida como conchas, huesos de animales o de olivas que se habían ofrecido a los difuntos, y gran cantidad de huesos humanos.
La tumba IIA, que también era abovedada, se halla unida a la tumba II; tiene un diámetro interior de 3,4 m y un grosor de 1 m. A diferencia de la tumba II, los huesos hallados habían sido quemados. Como ajuar funerario se encontraron piezas de cerámica, sellos, trozos de obsidiana y una daga, y también se encontraron otras piezas de cerámica, sellos, cuentas e incluso otro escarabajo egipcio en un nivel estratigráfico superior. 
Se encontraron también los restos de dos habitaciones que estaban conectadas, llamadas A y M, que fueron construidas con posterioridad a esta última tumba. En la habitación A, que quizá tenía la función de osario, se encontraron huesos humanos, huesos de animales y copas, mientras en la M no se encontraron huesos pero sí copas y una jarra y pudo servir como lugar donde realizar ofrendas a los muertos.
En otra habitación, llamada AN, se hallaron muchos restos de recipientes de cerámica y pudo servir para realizar rituales y ofrendas mientras que en otra sala, llamada delta, también se encontraron huesos humanos y objetos funerarios. Al este de la sala delta se encontraron también algunos jarrones que indican la posibilidad de que allí hubiera otra habitación.